# Пепе (футболист, 1983)
Ке́плер Лавера́н Ли́ма Ферре́йра (порт.-браз. Képler Laveran Lima Ferreira; род. 26 февраля 1983, Масейо), более известный как Пе́пе (порт.-браз. Pepe; бразильский португальский: [ˈpɛpi], европейский португальский: [ˈpɛpɨ]), — бразильский и португальский футболист, игравший на позиции защитника. Считается одним из величайших защитников своего поколения.
Родился в Бразилии, в 18 лет перебрался в состав португальского клуба «Маритиму». С 2004 по 2007 год играл в составе «Порту», пока не переехал в «Реал Мадрид». Своей агрессивной игрой в составе «сливочных» привлёк внимание миллионов фанатов по всему миру. Самый возрастной автор гола и самый возрастной полевой игрок в истории Лиги чемпионов УЕФА. Самый возрастной участник чемпионата Европы в истории розыгрышей данного турнира.
Первый футболист южноамериканского происхождения, сыгравший в 100 с лишним матчах за европейскую сборную. Занимает третье место в истории сборной Португалии по количеству сыгранных матчей после Криштиану Роналду и Жоау Моутинью.
8 августа 2024 года Пепе объявил о своем уходе из профессионального футбола. 

## Ранние годы
Пепе родился в бразильском городке Масейо. В детстве посещал академию местного футбольного клуба, затем дебютировал в составе «Коринтианса» из Алагоны. В 2002 году был примечен скаутами португальского футбольного клуба «Маритиму», которые предложили Пепе первый профессиональный контракт.

## Клубная карьера
В 18-летнем возрасте переехал в Португалию, провёл один сезон в составе резерва «Маритиму», после чего был переведён в первую команду. Под руководством Анатолия Бышовца играл на различных позициях: защитника, атакующего полузащитника и даже нападающего.
В 2002 году в предсезонный период получил приглашение тренироваться со «Спортингом». Спустя две недели мог перейти в клуб, но по финансовым причинам сделка сорвалась, и Пепе остался в «Маритиму».
Летом 2004 года присоединился к «Порту». Сумма трансфера составила 1 миллион евро и три игрока. В составе команды выиграл свой первый трофей — Межконтинентальный кубок. В первом сезоне не особо блистал за клуб, уступая место ветеранам клуба Педру Эмануэлу, Жорже Коште и Рикарду Коште. Зато в следующем сезоне, благодаря нидерландскому тренеру Ко Адриансе, смог проявить себя, часто выходя в основном составе, после чего «Порту» стал чемпионом сезона 2005/06, а в 2006 взял кубок. Ещё в момент своего перехода в «Порту», Пепе отмечал, что его настоящей мечтой является игра за мадридский «Реал» и по окончании сезона 2006/07 мечта стала явью. Боссы «королевского клуба» заинтересовались услугами Пепе и выложили за него большие деньги.
10 июля 2007 года «Реал Мадрид» купил Пепе за 30 миллионов евро, согласовав с ним контракт на 5 лет. Дебют пока ещё бразильского футболиста в стане «галактикос» прошёл в августе 2007 года в рамках Суперкубка Испании. Вместе с Серхио Рамосом стал основным центральным защитником «Реала» на долгие годы. Этот дуэт оборонцев славился своей тактической выучкой, хладнокровной игрой в обороне и яркими действиями в чужой штрафной. Уже в дебютном сезоне Пепе проявил себя как бескомпромиссный игрок, готовый идти на всё, только ради того чтобы сохранить свои ворота и не пустить нападающего в штрафную площадь. В концовке сезона 2007/08 получил травму, из-за которой не смог отправиться на чемпионат Европы. Однако к новому сезону уже вернулся в строй, помог выиграть Суперкубок Испании и сыграл в 31 матче Примеры.

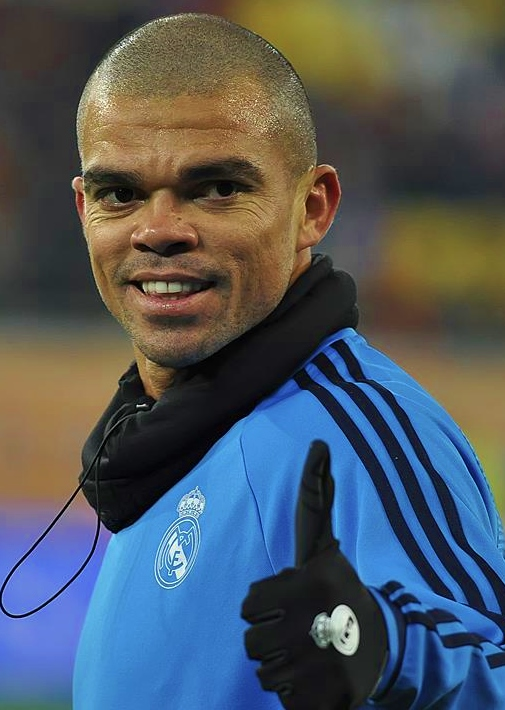
Пепе в составе «Реала», 2015 год

Весной 2009 года Пепе получил первую дисквалификацию. 21 апреля 2009 года в матче 32-го тура против «Хетафе» он сбил игрока соперника в своей штрафной площади, а затем начал вести себя агрессивно, толкаться с соперниками, хватать лежащего игрока.
Пепе был немедленно удалён с поля, а в ворота «Реала» был назначен пенальти. За этот эпизод позднее он был дисквалифицирован на 10 матчей.
В мае того же года дисциплинарный комитет испанской Примеры отклонил апелляцию мадридского «Реала», в которой клуб просил снизить дисквалификацию Пепе до шести матчей, то есть до конца сезона.
12 декабря 2009 года в матче с «Валенсией» Пепе получил травму колена, из-за которой пропустил 6 месяцев. 17 декабря Пепе был прооперирован.
12 июля 2011 года продлил контракт с «Реалом» до 2016 года. Сезон 2011/12 наконец-то прошёл без тяжёлых травм, Пепе набрал оптимальную форму, но пропустил несколько матчей из-за дисквалификаций. Так, в матче 17-го тура он получил вторую жёлтую карточку уже на 44-й минуте игры. В рамках полуфинала Лиги чемпионов грубо сфолил против Марио Гомеса в собственной штрафной, из-за чего был назначен пенальти, который уверенно реализовал Арьен Роббен. В январе 2012 года Пепе отметился очередным грязным поступком, в рамках четвертьфинала Кубка Короля Пепе наступил на руку форварду «Барселоны» Лионелю Месси. После матча португалец извинился за свой поступок и избежал наказания.
В следующем сезоне Пепе стал одним из лидеров «сливочных». Футбольный год начался с завоевания Суперкубка Испании, где «Реал» сумел в двухматчевом противостоянии обыграть «Барселону». А вот сам Пепе начал этот сезон с сотрясения мозга, полученного во время столкновения с Икером Касильясом. На счету португальца было 36 матчей Примеры, а также 6 еврокубковых матчей. В сезоне 2013/14 в команду пришёл Карло Анчелотти, который начал использовать игрока на позиции опорного полузащитника. Пепе провёл 30 матчей Примеры, а также дошёл со «сливочными» до финала Лиги чемпионов, где была добыта волевая победа над «Атлетико».
4 июля 2017 года Пепе стал игроком турецкого «Бешикташа». 15 декабря 2018 года контракт с клубом был расторгнут по обоюдному согласию.
8 января 2019 года подписал контракт с португальским «Порту».
25 октября 2023 года отыграл 90 минут в матче группового этапа Лиги чемпионов УЕФА против «Антверпена» в гостях (4:1). В возрасте 40 лет, 7 месяцев и 29 дней Пепе стал самым возрастным полевым игроком в истории Лиги чемпионов, превзойдя достижение Алессандро Костакурты. 7 ноября 2023 года забил мяч в ворота «Антверпена», установив рекорд как самый возрастной автор гола в истории Лиги чемпионов УЕФА (40 лет и 254 дня). Прежний рекорд принадлежал Франческо Тотти, который забивал за «Рому» в возрасте 38 лет в 2014 году. Последний раз до этого Пепе забивал в Лиге чемпионов в сезоне 2012/13.

## Карьера в сборной
Уроженец Бразилии, Пепе вплоть до 20 лет ожидал своего вызова в состав «пентакампеонов», но, так и не дождавшись, принял португальское гражданство. Дебют игрока состоялся осенью 2007 года в матче отборочного цикла к ЧЕ-2008 против Финляндии (0:0). Пепе отметился голом в ворота сборной Турции на групповом этапе финальной стадии турнира.
В сборной Португалии, во всех турнирах, Пепе сыграл 96 матчей, забил 7 мячей и заработал 22 жёлтые карточки.

### Евро-2012

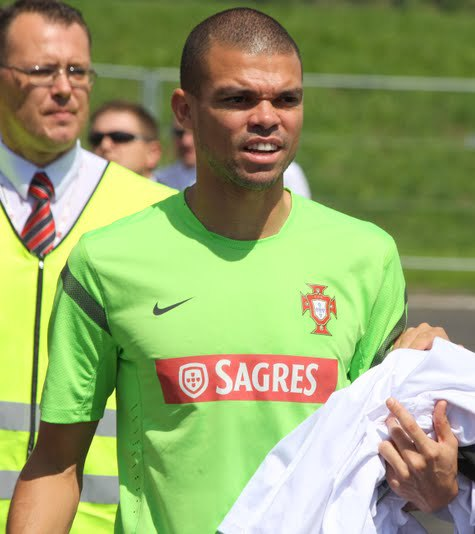
Пепе на Евро-2012

Сборная Португалии стартовала на Евро-2012 с проигрыша немцам. Пепе в конце первого тайма имел хороший момент забить гол, но мяч, ударившись о перекладину, не пересёк линию ворот. Во втором тайме победный гол забил Марио Гомес. После этого, Португалии предстояло сразиться с датчанами. Португалия выиграла тот матч со счётом 3:2. Пепе открыл счёт в первом тайме; хорошо действовал в обороне и был назван лучшим игроком матча. В последней игре группового этапа Португалии нужно было побеждать сборную Нидерландов чтобы выходить в 1/4 Евро. Счёт на 11 минуте открыл Рафаэл ван дер Варт, но вскоре Криштиану Роналду сравнял счёт. Голландцы, которым нужна была только победа, стали отыгрываться, но оборона сборной Португалии не позволила им больше забить. После неудачных попыток сборной Нидерландов выйти вперёд, португальцы пошли в контратаку, которая закончилась вторым голом Криштиану Роналду. Матч принёс сборной Португалии путёвку в 1/4 финала.
В плей-офф Португалия победила Чехию со счётом 1:0. Единственный гол забил Криштиану Роналду. В полуфинале сборная Португалии сыграла против сборной Испании. Игра в основное время закончилась со счётом 0:0 и перешла в дополнительное время, которое также не привело к определению победителя и судья назначил серию пенальти. Руи Патрисиу взял удар Хаби Алонсо, но Моутинью не смог переиграть Икера Касильяса. 4-й пенальти португальцев бил Бруну Алвеш, но попал в штангу. Решающий пенальти забил Фабрегас и отправил Португалию домой, но с бронзовыми медалями. По окончании чемпионата Пепе был включен в символическую сборную Евро-2012.

### Евро-2016

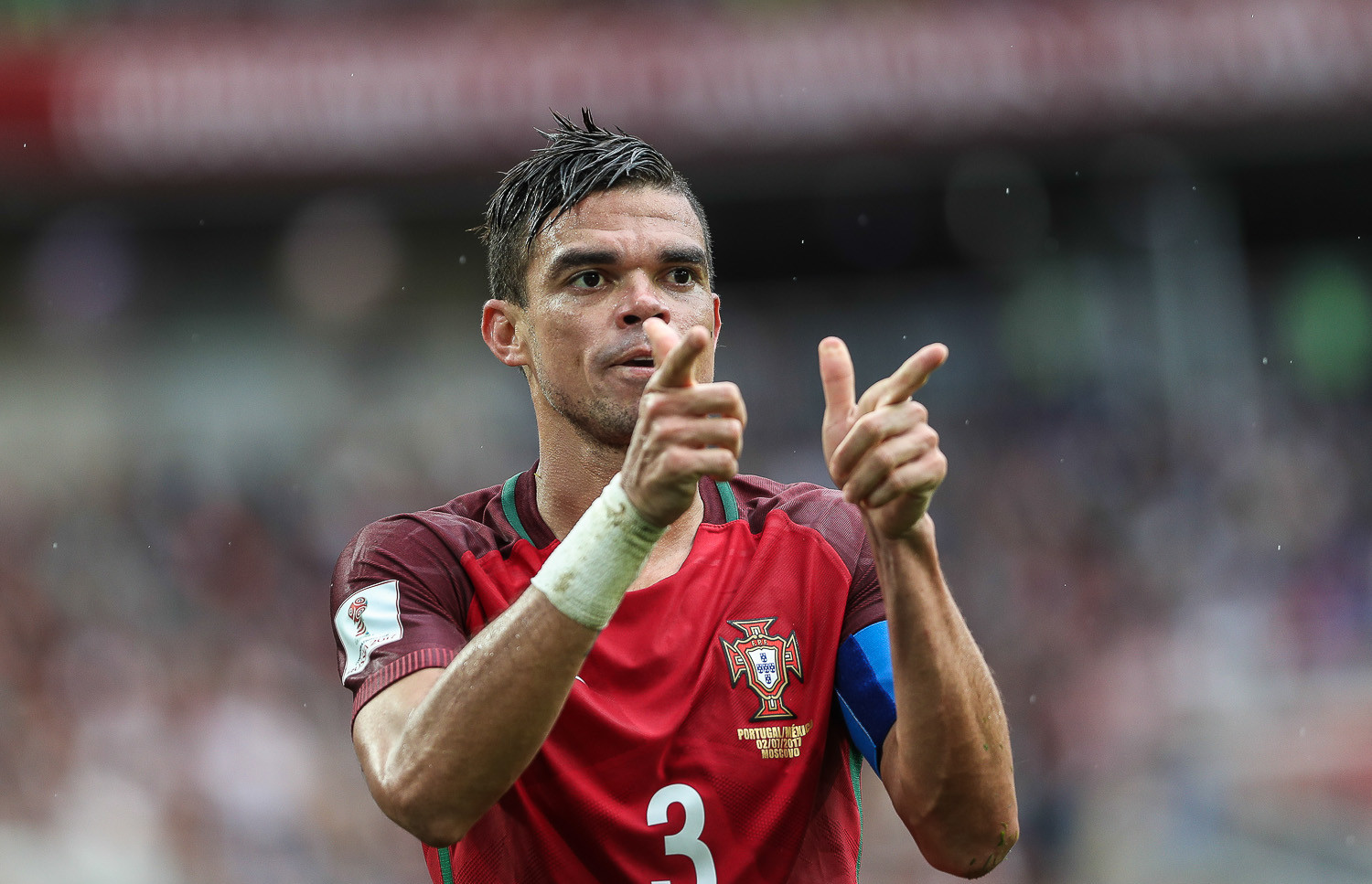
Пепе на Кубке конфедераций 2017

Пепе попал в заявку сборной Португалии под номером 3 и провёл 6 игр из 7 на турнире, пропустив лишь полуфинал из-за травмы. В финале против Франции Пепе допустил всего одну ошибку, когда был обыгран на последней минуте Андре-Пьером Жиньяком и лишь штанга спасла португальцев от гола. Однако по итогам встречи Пепе был признан лучшим игроком финального матча. Португалия победила на Евро, и Пепе стал вторым игроком  бразильского происхождения (первый — Маркос Сенна), победившим на чемпионате Европы, а также был включён в сборную звёзд Евро-2016 по версии УЕФА.

### Евро-2020
Пепе и его сборная провели групповой этап Евро-2020 неровно. 1 победа, 1 поражение, 1 ничья. Итог — 3-е место в группе F. Пепе сыграл все 3 матча в группе без замен. Это при том, что игрок вошел в ТОП-3 возрастных игроков турнира. В стадии плей-офф Португалия уступила сборной Бельгии, где Пепе также отыграл весь матч, и отметился желтой карточкой.

### Евро-2024
На Евро-2024 Пепе стал самым возрастным игроком турнира. В первом туре группового этапа Пепе провел весь матч против сборной Чехии. Он вышел на поле в матче 1/8 финала против сборной Словении в возрасте 41 года и 126 дней.

## Достижения

### Командные
«Порту»
- Чемпион Португалии (4): 2005/06, 2006/07, 2019/20, 2021/22
- Обладатель Кубка Португалии (5): 2005/06, 2019/20, 2021/22, 2022/23, 2023/24
- Обладатель Суперкубка Португалии (3): 2006, 2020, 2022
- Обладатель Межконтинентального кубок: 2004
- Обладатель Кубка португальский лиги: 2022/23

«Реал Мадрид»
- Чемпион Испании (3): 2007/08, 2011/12, 2016/17
- Обладатель Кубка Испании (2): 2010/11, 2013/14
- Обладатель Суперкубка Испании (2): 2008, 2012
- Победитель Лиги чемпионов УЕФА (3): 2013/14, 2015/16, 2016/17
- Обладатель Суперкубка УЕФА (2): 2014, 2016
- Победитель Клубного чемпионата мира (2): 2014, 2016

Сборная Португалии
- Чемпион Европы: 2016
- Победитель Лиги наций УЕФА: 2018/19

### Личные
- Входит в символическую сборную Лиги чемпионов УЕФА: 2013/14[25]
- Входит в символическую сборную года по версии European Sports Media: 2013/14
- Входит в символическую сборную чемпионата Европы (3): 2008[26], 2012[27], 2016[28]

## Стиль игры
Пепе получил репутацию игрока, часто проявляющего неспортивное поведение и агрессию (драки, симуляции) во время матчей.

## Личная жизнь
У Пепе и его жены Софии две дочери: Анджели (27.08.2012) и Эмили (13.05.2014).
Пепе — троюродный брат бразильского нападающего Юри де Соуза.
Любимое хобби Пепе — охота.

## Статистика выступлений
| Выступление      | Выступление      | Выступление      | Лига | Лига | Кубки | Кубки | Еврокубки | Еврокубки | Итого | Итого |
| Клуб             | Лига             | Сезон            | Игры | Голы | Игры  | Голы  | Игры      | Голы      | Игры  | Голы  |
| ---------------- | ---------------- | ---------------- | ---- | ---- | ----- | ----- | --------- | --------- | ----- | ----- |
| Маритиму         | Примейра         | 2001/02          | 4    | 0    | 0     | 0     | 0         | 0         | 4     | 0     |
| Маритиму         | Примейра         | 2002/03          | 29   | 2    | 1     | 0     | 0         | 0         | 30    | 2     |
| Маритиму         | Примейра         | 2003/04          | 30   | 1    | 1     | 0     | 0         | 0         | 31    | 1     |
| Маритиму         | Итого            | Итого            | 63   | 3    | 3     | 0     | 0         | 0         | 66    | 3     |
| Порту            | Примейра         | 2004/05          | 15   | 1    | 1     | 0     | 5         | 0         | 21    | 1     |
| Порту            | Примейра         | 2005/06          | 24   | 1    | 4     | 0     | 5         | 2         | 33    | 3     |
| Порту            | Примейра         | 2006/07          | 25   | 4    | 1     | 0     | 9         | 0         | 35    | 4     |
| Порту            | Итого            | Итого            | 64   | 6    | 6     | 0     | 19        | 2         | 89    | 8     |
| Реал Мадрид      | Ла Лига          | 2007/08          | 19   | 0    | 3     | 0     | 3         | 0         | 25    | 0     |
| Реал Мадрид      | Ла Лига          | 2008/09          | 26   | 0    | 1     | 0     | 5         | 0         | 32    | 0     |
| Реал Мадрид      | Ла Лига          | 2009/10          | 10   | 1    | 1     | 0     | 6         | 0         | 17    | 1     |
| Реал Мадрид      | Ла Лига          | 2010/11          | 26   | 1    | 4     | 0     | 8         | 0         | 38    | 1     |
| Реал Мадрид      | Ла Лига          | 2011/12          | 29   | 1    | 7     | 0     | 9         | 0         | 45    | 1     |
| Реал Мадрид      | Ла Лига          | 2012/13          | 28   | 1    | 3     | 0     | 11        | 1         | 42    | 2     |
| Реал Мадрид      | Ла Лига          | 2013/14          | 30   | 4    | 7     | 1     | 11        | 0         | 48    | 5     |
| Реал Мадрид      | Ла Лига          | 2014/15          | 27   | 2    | 2     | 0     | 9         | 0         | 38    | 2     |
| Реал Мадрид      | Ла Лига          | 2015/16          | 21   | 1    | 1     | 0     | 9         | 0         | 31    | 1     |
| Реал Мадрид      | Ла Лига          | 2016/17          | 13   | 2    | 2     | 0     | 3         | 0         | 18    | 2     |
| Реал Мадрид      | Итого            | Итого            | 229  | 13   | 31    | 1     | 74        | 1         | 334   | 15    |
| Бешикташ         | СуперЛига        | 2017/18          | 23   | 2    | 6     | 0     | 6         | 0         | 35    | 2     |
| Бешикташ         | СуперЛига        | 2018/19          | 10   | 3    | 0     | 0     | 7         | 2         | 17    | 5     |
| Бешикташ         | Итого            | Итого            | 33   | 5    | 6     | 0     | 13        | 2         | 52    | 7     |
| Порту            | Примейра         | 2018/19          | 13   | 2    | 5     | 0     | 3         | 0         | 21    | 2     |
| Порту            | Примейра         | 2019/20          | 25   | 1    | 3     | 0     | 9         | 0         | 37    | 1     |
| Порту            | Примейра         | 2020/21          | 27   | 2    | 7     | 0     | 6         | 0         | 40    | 2     |
| Порту            | Примейра         | 2021/22          | 21   | 1    | 3     | 0     | 9         | 0         | 33    | 1     |
| Порту            | Примейра         | 2022/23          | 24   | 0    | 8     | 0     | 4         | 0         | 36    | 0     |
| Порту            | Примейра         | 2023/24          | 22   | 1    | 5     | 0     | 7         | 2         | 34    | 3     |
| Порту            | Итого            | Итого            | 132  | 7    | 31    | 0     | 38        | 2         | 201   | 9     |
| Всего за карьеру | Всего за карьеру | Всего за карьеру | 521  | 34   | 77    | 1     | 144       | 7         | 742   | 42    |

### Матчи за сборную
| №   | Дата             | Оппонент             | Счёт          | Голы | Соревнование             |
| --- | ---------------- | -------------------- | ------------- | ---- | ------------------------ |
| 1   | 21 ноября 2007   | Финляндия            | 0:0           | —    | Отборочные матчи ЧЕ-2008 |
| 2   | 26 марта 2008    | Греция               | 1:2           | —    | Товарищеский матч        |
| 3   | 31 мая 2008      | Грузия               | 2:0           | —    | Товарищеский матч        |
| 4   | 7 июня 2008      | Турция               | 2:0           | 1    | Финальные матчи ЧЕ-2008  |
| 5   | 11 июня 2008     | Чехия                | 3:1           | —    | Финальные матчи ЧЕ-2008  |
| 6   | 15 июня 2008     | Швейцария            | 0:2           | —    | Финальные матчи ЧЕ-2008  |
| 7   | 19 июня 2008     | Германия             | 2:3           | —    | Финальные матчи ЧЕ-2008  |
| 8   | 20 августа 2008  | Фарерские острова    | 5:0           | —    | Товарищеский матч        |
| 9   | 6 сентября 2008  | Мальта               | 4:0           | —    | Отборочные матчи ЧМ-2010 |
| 10  | 10 сентября 2008 | Дания                | 2:3           | —    | Отборочные матчи ЧМ-2010 |
| 11  | 11 октября 2008  | Швеция               | 0:0           | —    | Отборочные матчи ЧМ-2010 |
| 12  | 15 октября 2008  | Албания              | 0:0           | —    | Отборочные матчи ЧМ-2010 |
| 13  | 19 ноября 2008   | Бразилия             | 2:6           | —    | Товарищеский матч        |
| 14  | 11 февраля 2009  | Финляндия            | 1:0           | —    | Товарищеский матч        |
| 15  | 28 марта 2009    | Швеция               | 0:0           | —    | Отборочные матчи ЧМ-2010 |
| 16  | 31 марта 2009    | ЮАР                  | 0:2           | —    | Товарищеский матч        |
| 17  | 6 июня 2009      | Албания              | 2:1           | —    | Отборочные матчи ЧМ-2010 |
| 18  | 10 июня 2009     | Эстония              | 0:0           | —    | Товарищеский матч        |
| 19  | 12 августа 2009  | Лихтенштейн          | 3:0           | —    | Товарищеский матч        |
| 20  | 5 сентября 2009  | Дания                | 1:1           | —    | Отборочные матчи ЧМ-2010 |
| 21  | 9 сентября 2009  | Венгрия              | 1:0           | 1    | Отборочные матчи ЧМ-2010 |
| 22  | 14 октября 2009  | Мальта               | 4:0           | —    | Отборочные матчи ЧМ-2010 |
| 23  | 14 ноября 2009   | Босния и Герцеговина | 1:0           | —    | Отборочные матчи ЧМ-2010 |
| 24  | 18 ноября 2009   | Босния и Герцеговина | 1:0           | —    | Отборочные матчи ЧМ-2010 |
| 25  | 8 июня 2010      | Мозамбик             | 3:0           | —    | Товарищеский матч        |
| 26  | 25 июня 2010     | Бразилия             | 0:0           | —    | Финальные матчи ЧМ-2010  |
| 27  | 29 июня 2010     | Испания              | 0:1           | —    | Финальные матчи ЧМ-2010  |
| 28  | 8 октября 2010   | Дания                | 3:1           | —    | Отборочные матчи ЧЕ-2012 |
| 29  | 12 октября 2010  | Исландия             | 3:1           | —    | Отборочные матчи ЧЕ-2012 |
| 30  | 17 ноября 2010   | Испания              | 4:0           | —    | Товарищеский матч        |
| 31  | 26 марта 2011    | Чили                 | 1:1           | —    | Товарищеский матч        |
| 32  | 29 марта 2011    | Финляндия            | 2:0           | —    | Товарищеский матч        |
| 33  | 4 июня 2011      | Норвегия             | 1:0           | —    | Отборочные матчи ЧЕ-2012 |
| 34  | 10 августа 2011  | Люксембург           | 5:0           | —    | Товарищеский матч        |
| 35  | 2 сентября 2011  | Кипр                 | 4:0           | —    | Отборочные матчи ЧЕ-2012 |
| 36  | 11 ноября 2011   | Босния и Герцеговина | 0:0           | —    | Отборочные матчи ЧЕ-2012 |
| 37  | 15 ноября 2011   | Босния и Герцеговина | 6:2           | —    | Отборочные матчи ЧЕ-2012 |
| 38  | 29 февраля 2012  | Польша               | 0:0           | —    | Товарищеский матч        |
| 39  | 2 июня 2012      | Турция               | 1:3           | —    | Товарищеский матч        |
| 40  | 9 июня 2012      | Германия             | 0:1           | —    | Финальные матчи ЧЕ-2012  |
| 41  | 13 июня 2012     | Дания                | 3:2           | 1    | Финальные матчи ЧЕ-2012  |
| 42  | 17 июня 2012     | Нидерланды           | 2:1           | —    | Финальные матчи ЧЕ-2012  |
| 43  | 21 июня 2012     | Чехия                | 1:0           | —    | Финальные матчи ЧЕ-2012  |
| 44  | 27 июня 2012     | Испания              | 0:0 (2:4 пен) | —    | Финальные матчи ЧЕ-2012  |
| 45  | 7 сентября 2012  | Люксембург           | 2:1           | —    | Отборочные матчи ЧМ-2014 |
| 46  | 11 сентября 2012 | Азербайджан          | 3:0           | —    | Отборочные матчи ЧМ-2014 |
| 47  | 12 октября 2012  | Россия               | 0:1           | —    | Отборочные матчи ЧМ-2014 |
| 48  | 16 октября 2012  | Северная Ирландия    | 1:1           | —    | Отборочные матчи ЧМ-2014 |
| 49  | 14 ноября 2012   | Габон                | 2:2           | —    | Товарищеский матч        |
| 50  | 22 марта 2013    | Израиль              | 3:3           | —    | Отборочные матчи ЧМ-2014 |
| 51  | 26 марта 2013    | Азербайджан          | 2:0           | —    | Отборочные матчи ЧМ-2014 |
| 52  | 14 августа 2013  | Нидерланды           | 1:1           | —    | Товарищеский матч        |
| 53  | 6 сентября 2013  | Северная Ирландия    | 4:2           | —    | Отборочные матчи ЧМ-2014 |
| 54  | 10 сентября 2013 | Бразилия             | 1:3           | —    | Товарищеский матч        |
| 55  | 11 октября 2013  | Израиль              | 1:1           | —    | Отборочные матчи ЧМ-2014 |
| 56  | 15 ноября 2013   | Швеция               | 1:0           | —    | Отборочные матчи ЧМ-2014 |
| 57  | 19 ноября 2013   | Швеция               | 3:2           | —    | Отборочные матчи ЧМ-2014 |
| 58  | 10 июня 2014     | Ирландия             | 5:1           | —    | Товарищеский матч        |
| 59  | 16 июня 2014     | Германия             | 0:4           | —    | Финальные матчи ЧМ-2014  |
| 60  | 26 июня 2014     | Гана                 | 2:1           | —    | Финальные матчи ЧМ-2014  |
| 61  | 7 сентября 2014  | Албания              | 0:1           | —    | Отборочные матчи ЧЕ-2016 |
| 62  | 11 октября 2014  | Франция              | 1:2           | —    | Товарищеский матч        |
| 63  | 14 октября 2014  | Дания                | 1:0           | —    | Отборочные матчи ЧЕ-2016 |
| 64  | 14 ноября 2014   | Армения              | 1:0           | —    | Отборочные матчи ЧЕ-2016 |
| 65  | 18 ноября 2014   | Аргентина            | 1:0           | —    | Товарищеский матч        |
| 66  | 4 сентября 2015  | Франция              | 0:1           | —    | Товарищеский матч        |
| 67  | 7 сентября 2015  | Албания              | 1:0           | —    | Отборочные матчи ЧЕ-2016 |
| 68  | 14 ноября 2015   | Россия               | 0:1           | —    | Товарищеский матч        |
| 69  | 25 марта 2016    | Болгария             | 0:1           | —    | Товарищеский матч        |
| 70  | 29 марта 2016    | Бельгия              | 2:1           | —    | Товарищеский матч        |
| 71  | 8 июня 2016      | Эстония              | 7:0           | —    | Товарищеский матч        |
| 72  | 14 июня 2016     | Исландия             | 1:1           | —    | Финальные матчи ЧЕ-2016  |
| 73  | 18 июня 2016     | Австрия              | 0:0           | —    | Финальные матчи ЧЕ-2016  |
| 74  | 22 июня 2016     | Венгрия              | 3:3           | —    | Финальные матчи ЧЕ-2016  |
| 75  | 25 июня 2016     | Хорватия             | 1:0 (д. в.)   | —    | Финальные матчи ЧЕ-2016  |
| 76  | 30 июня 2016     | Польша               | 1:1 (5:3 пен) | —    | Финальные матчи ЧЕ-2016  |
| 77  | 10 июля 2016     | Франция              | 1:0 (д. в.)   | —    | Финальные матчи ЧЕ-2016  |
| 78  | 1 сентября 2016  | Гибралтар            | 5:0           | 1    | Товарищеский матч        |
| 79  | 6 сентября 2016  | Швейцария            | 0:2           | —    | Отборочные матчи ЧМ-2018 |
| 80  | 7 октября 2016   | Андорра              | 6:0           | —    | Отборочные матчи ЧМ-2018 |
| 81  | 10 октября 2016  | Фарерские острова    | 6:0           | —    | Отборочные матчи ЧМ-2018 |
| 82  | 25 марта 2017    | Венгрия              | 3:0           | —    | Отборочные матчи ЧМ-2018 |
| 83  | 18 июня 2017     | Мексика              | 2:2           | —    | Кубок конфедераций 2017  |
| 84  | 21 июня 2017     | Россия               | 1:0           | —    | Кубок конфедераций 2017  |
| 85  | 24 июня 2017     | Новая Зеландия       | 4:0           | —    | Кубок конфедераций 2017  |
| 86  | 2 июля 2017      | Мексика              | 2:1 (д. в.)   | 1    | Кубок конфедераций 2017  |
| 87  | 31 августа 2017  | Фарерские острова    | 5:1           | —    | Отборочные матчи ЧМ-2018 |
| 88  | 3 сентября 2017  | Венгрия              | 1:0           | —    | Отборочные матчи ЧМ-2018 |
| 89  | 7 октября 2017   | Андорра              | 2:0           | —    | Отборочные матчи ЧМ-2018 |
| 90  | 10 октября 2017  | Швейцария            | 2:0           | —    | Отборочные матчи ЧМ-2018 |
| 91  | 10 ноября 2017   | Саудовская Аравия    | 3:0           | —    | Товарищеский матч        |
| 92  | 14 ноября 2017   | США                  | 1:1           | —    | Товарищеский матч        |
| 93  | 28 мая 2018      | Тунис                | 2:2           | —    | Товарищеский матч        |
| 94  | 2 июня 2018      | Бельгия              | 0:0           | —    | Товарищеский матч        |
| 95  | 7 июня 2018      | Алжир                | 3:0           | —    | Товарищеский матч        |
| 96  | 15 июня 2018     | Испания              | 3:3           | —    | Финальные матчи ЧМ-2018  |
| 97  | 20 июня 2018     | Марокко              | 1:0           | —    | Финальные матчи ЧМ-2018  |
| 98  | 25 июня 2018     | Иран                 | 1:1           | —    | Финальные матчи ЧМ-2018  |
| 99  | 30 июня 2018     | Уругвай              | 1:2           | 1    | Финальные матчи ЧМ-2018  |
| 100 | 6 сентября 2018  | Хорватия             | 1:1           | 1    | Товарищеский матч        |
| 101 | 10 сентября 2018 | Италия               | 1:0           | —    | Лиги наций 2018/19       |
| 102 | 11 октября 2018  | Польша               | 3:2           | —    | Лиги наций 2018/19       |
| 103 | 20 ноября 2018   | Польша               | 1:1           | —    | Лиги наций 2018/19       |

Итого: сыграно матчей: 103 / забито голов: 7; победы: 57, ничьи: 26, поражения: 20.